# Гювен, Бурак
Гювен, Бурак (тур. Güven Burak) — родился 9 октября 1975 года. Бас-гитарист и один из бэк-вокалистов в составе турецкой рок-группы Mor ve Ötesi. Ранее пел в хоре и опере. Стал одним из первых участников İstanbul Blues Company.

## Биография
Бурак Гювен родился 9 октября 1975 года в Стамбуле в Турции. В период с 1993 по 2000 годы Бурак обучался вокалу в Государственной консерватории Стамбула.

## Творческая деятельность
В четырнадцатилетнем возрасте у Бурака появилась первая гитара, и он стал играть в составе группы Virus вместе с четырьмя друзьями, когда ему исполнилось 15 лет. В группе он был вокалистом. Virus пришлось покинуть из-за разногласий с гитаристом Эрке Эрокаем. После этого стал работать с поп-исполнителем Эриком Кокером. Он пел в кафе и барах, чтобы заработать.
В 1993 году у Бурака появилась первая бас-гитара. Он был одним из первых участников İstanbul Blues Kumpanyası. Давал концерты и играл на бас-гитаре в четырёх песнях из их альбома Kokler. Так же пел в опере Aşk İksiri и в мюзикле Anlat Şehrazat в 1997 году. Некоторое время принимал участие в хоре Fahir Atakoğlu. Его голос можно услышать на CD Senfonik Konser. Участвовал в фестивале Mimi во Франции с группой Nekropsi. Он до сих пор записывает электронную музыку со своим другом Толга Енилмез, участником этого коллектива.
В 1997 году вошёл в состав турецкой рок-группы Mor ve Ötesi, заменив покинувшего коллектив бас-гитариста Алпера Текина. В составе этой группы находится до сих пор.
В январе 2009 года был выпущен альбом певицы Айчи Шен «Astronot», который продюсировал Бурак Гювен.